# 이창강
이창강(李彰剛, 1984년 12월 9일~)은 대한민국 축구인이다. 현역 시절 포지션은 골키퍼였다.